# United Soccer League I
|  | No s'ha de confondre amb United Soccer League II. |

La United Soccer League (USL) fou una competició futbolística professional disputada per clubs dels Estats Units que estigué activa entre 1984 i 1985.
Fou creada després de la desaparició de l'American Soccer League el 1983, amb cinc equips d'aquesta lliga.

## Historial
Fonts:
| Temporada | Campió              | Segon            |
| --------- | ------------------- | ---------------- |
| 1984      | Fort Lauderdale Sun | Houston Dynamos  |
| 1985      | South Florida Sun   | Dallas Americans |

## Equips participants
- Buffalo Storm (1984)
- Charlotte Gold (1984)
- Dallas Americans (1984–85)
- El Paso/Juarez Gamecocks (1985)
- Fort Lauderdale Sun (1984) → South Florida Sun (1985)
- Houston Dynamos (1984)
- Jacksonville Tea Men (1984)
- New York Nationals (1984)
- Oklahoma City Stampede (1984)
- Rochester Flash (1984)
- Tulsa Tornados (1985)